# Хіонід Лаконіцький
Хіонід Лаконіцький (*Χίονις ο Λάκων, д/н —після 630 до н. е.) — давньогрецький атлет, переможець Олімпійських ігор.

## Життєпис
Народився в м.Спарта-Лакадемон (область Лаконіка). Про тренерів та підготовку Хіоніда практично не відомо. Він вперше виграв змагання у бігу на діаулос (подвійному бігу на стадій) під час 28 (668 рік до н.е.) Олімпійських ігор. На наступних 29 іграх, що відбулися 664 року до н.е., Хіонід виграв в діаулосі та доліхосі (довгому бігу). Також він брав участь у змаганнях зі стрибків в довжину, які виграв з результатом в довжину на 52 стопи, що відповідає 15,85 м. За сьогоднішніми поняттями останній результат перевищує межі людських можливостей. Ймовірно, мова йшла про потрійний стрибок. Хіонід став першим античним атлетом, який став олімпіоніком (переможцем Олімпіади) на одних іграх 3 рази.
На 30 (660 рік до н.е.) Олімпійських іграх стає переможцем в діаулосі та доліхосі. Під час 31 (656 рік до н.е.) Олімпійських ігор виграв перегони у діаулосі. Того ж року здобув перемогу у стрибках з місця із рекордом 7,05 м. На честь перемог Хіоніда спартанці звели численні пам'ятні стовпи та статуї у Спарті. 
У 630 році до н.е. став учасником походу Батта, який висадився на африканському узбережжі й заснував місто Азіріс. Згодом Хіонід став одним з впливовіших громадян Кирени.